# توماس فيتزجيرالد
توماس فيتزجيرالد هو قاضي ومحامي وسياسي أمريكي، ولد في 10 أبريل 1796 في جيرمانتاون في الولايات المتحدة، وتوفي في 25 مارس 1855 في نيلز في الولايات المتحدة. نشط حزبياً في الحزب الديمقراطي.

## مناصب
- انتخب عضو مجلس الشيوخ الأمريكي [الإنجليزية]‏ عن دائرة Michigan Class 1 senate seat ‏ وقد انضم خلال فترته النيابية [الإنجليزية]‏ (8 يونيو 1848 – 3 مارس 1849) للكتلة البرلمانية الحزب الديمقراطي.
- انتخب عضو مجلس نواب ميشيغان  [لغات أخرى]‏.
- انتخب عضو مجلس نواب إنديانا ‏.
- انتخب عضو مجلس الشيوخ الأمريكي [الإنجليزية]‏.